# ماتاموروس، کواویلا

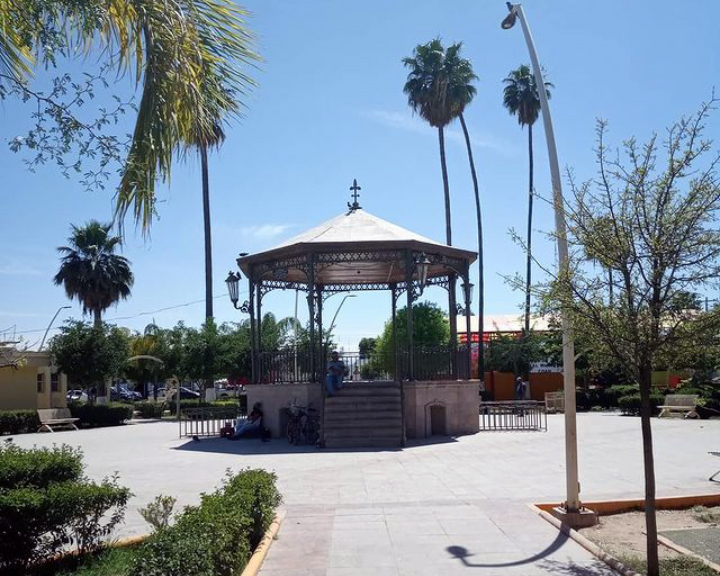
ماتاموروس، کواویلا

ماتاموروس شهری است که در بخش جنوب غربی ایالت کوآهویلا مکزیک واقع شده است. این محل به عنوان مقر شهرداری اطراف به همین نام عمل می کند. این شهر مستقیماً در شرق شهر بزرگتر تورن قرار دارد و بخشی از Comarca Lagunera، یک منطقه شهری بزرگتر است که شامل شهرداری تورئون در کوآهویلا، علاوه بر شهرداری‌های گومز پالاسیو و لردو در ایالت مجاور دورانگو است.
در سرشماری سال 2010 این شهر 52599 نفر جمعیت داشت در حالی که شهرداری 107007 نفر جمعیت داشت.
در سرشماری سال 2010 این شهر 52599 نفر جمعیت داشت در حالی که شهرداری 107007 نفر جمعیت داشت. مساحت شهرداری 1003.7 کیلومتر مربع (387.53 مایل مربع) است که شامل بسیاری از جوامع کوچک دورافتاده است که بزرگترین آنها شهر سن آنتونیو دل کویوته است.
این یکی از شهرهایی است که منطقه لاگونرا را تشکیل می دهد. آنها به همراه شهر تورئون در کوآهویلا و شهرهای گومز پالاسیو و سیوداد لردو در ایالت دورانگو، منطقه شهری لا لاگونا را تشکیل می دهند